# Koga (Ibaraki)
Koga (japanisch 古河市, -shi) ist eine Stadt in der Präfektur Ibaraki in Japan.

## Geschichte

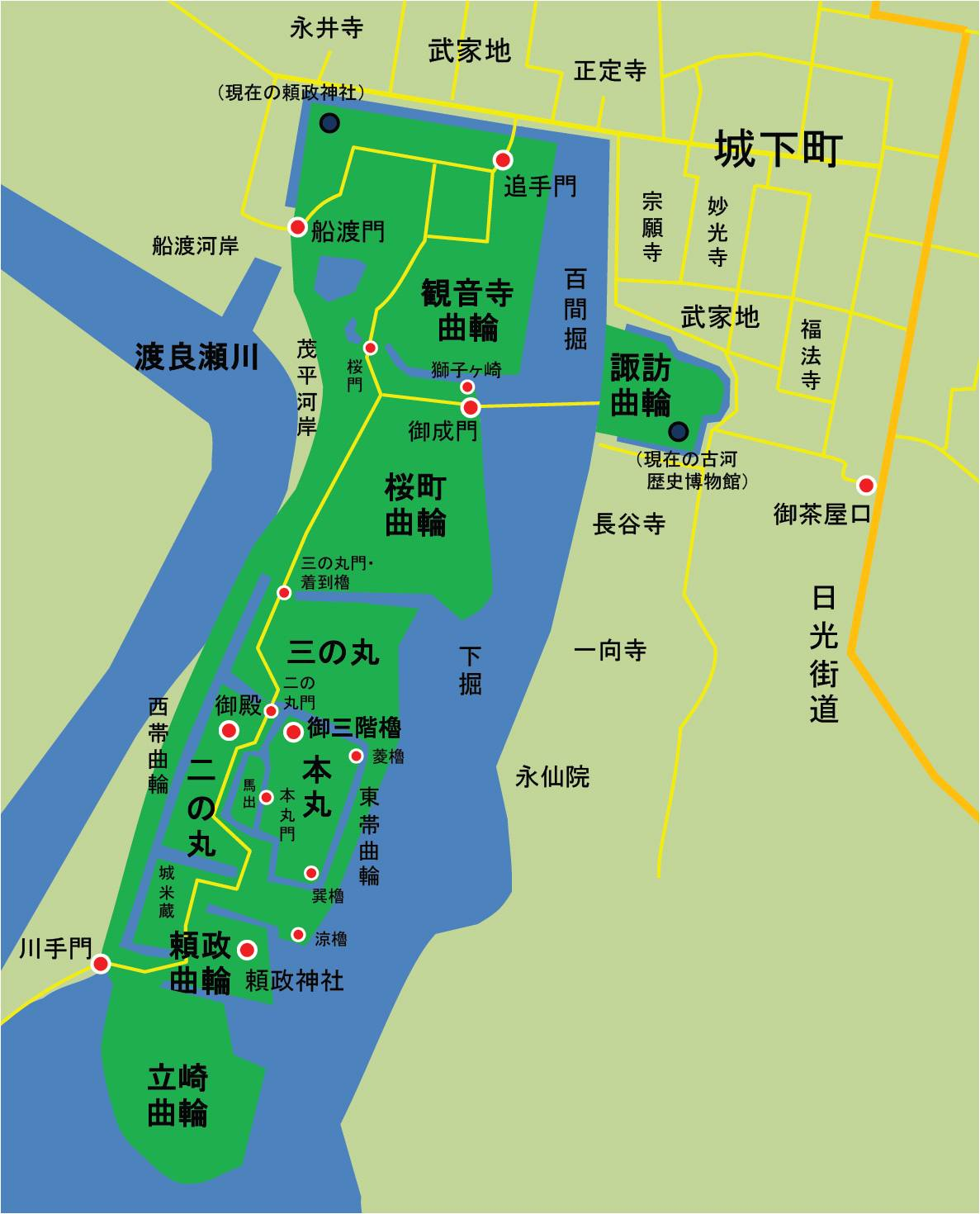
Burg Koga (dunkelgrün)

Koga ist eine alte Burgstadt, die im 13. Jahrhundert von Shimokōbe Yukiyoshi gegründet wurde. Danach nutzten es die Uesugi und die Oyama (1382). 1554 übernahm Hōjō Ujiyasu die Burg. In der Tokugawa-Zeit gehörte die Burg Koga nacheinander den Ogasawara, Nagai, Doi, Hotta, Matsudaira, Ōkochi, Honda, Matsui und dann von 1762 bis 1868 wieder den Doi mit einem Einkommen von 80.000 Koku. Koga war in der Edo-Zeit ein Poststation.
Koga wurde am 1. August 1950 zur shi (kreisfreien Stadt) ernannt.

## Verkehr
- Straße:
  - Nationalstraße 4, nach Tokio oder Aomori
  - Nationalstraße 125, nach Kumagaya oder Oyama
- Zug:
  - JR Tōhoku-Hauptlinie nach Tokio oder Aomori

## Angrenzende Städte und Gemeinden
- Oyama
- Yūki
- Bandō
- Yachiyo
- Kurihashi

## Persönlichkeiten
- Kōji Yamamuro (* 1989), Turner